# 英格兰和威尔士慈善委员会
英格蘭和威爾斯慈善委員會（英語：Charity Commission for England and Wales）是英國政府的一個非內閣部門，負責管理英格蘭和威爾斯的慈善組織。在英國其他地區營運的慈善機構管理部門有蘇格蘭慈善監管機構辦公室（自2003年起）和北愛爾蘭慈善委員會（自2008年起）。
該委員會的成員，包括主席，均由文化傳媒與體育大臣任命。
奧蘭多·弗雷澤被任命為該委員會主席，任期三年，自2022年4月25日開始。
截至2019年3月，該委員會管理的慈善收入達790億英鎊。